# Capilla Real

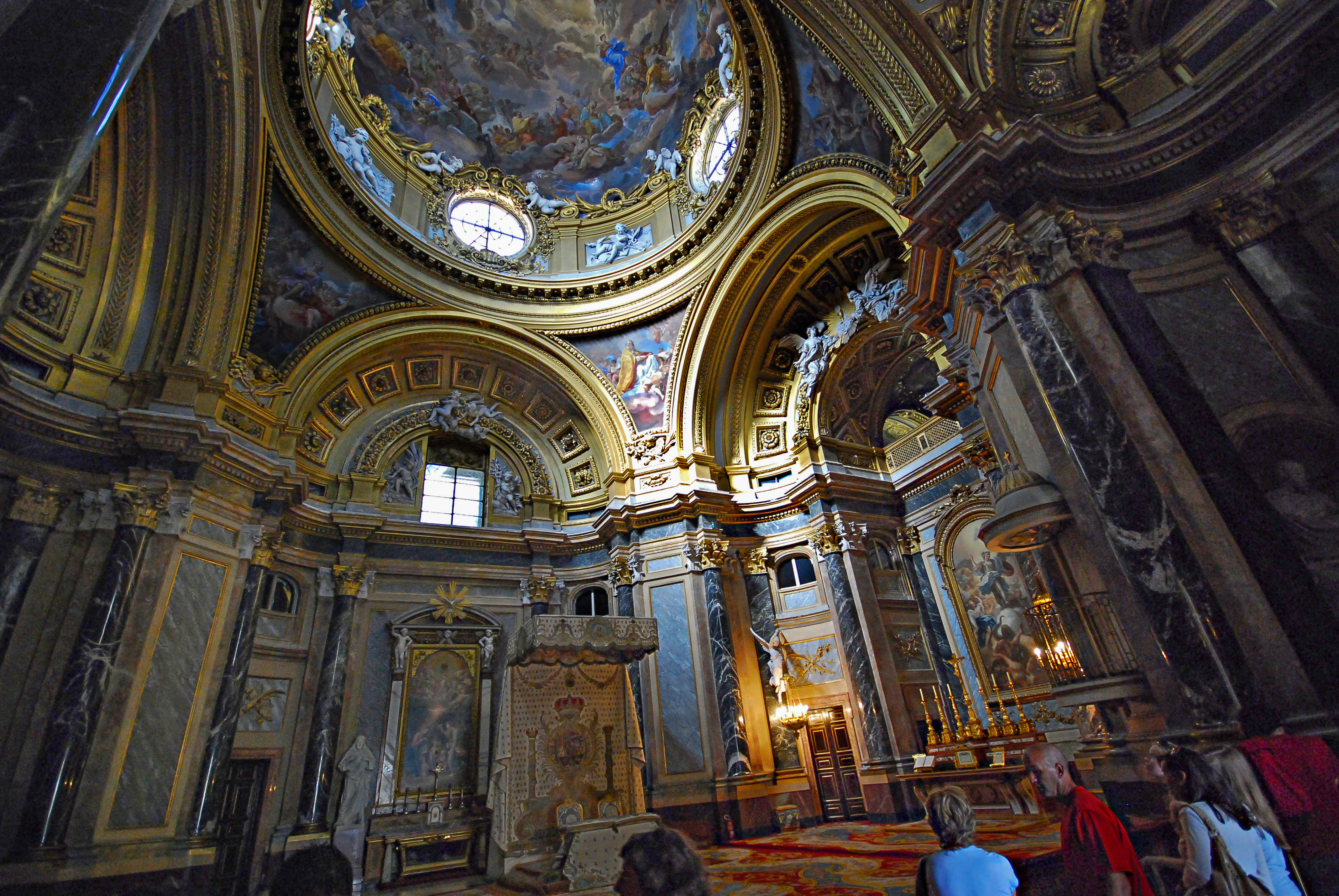
Capilla real en el Palacio Real de Madrid.

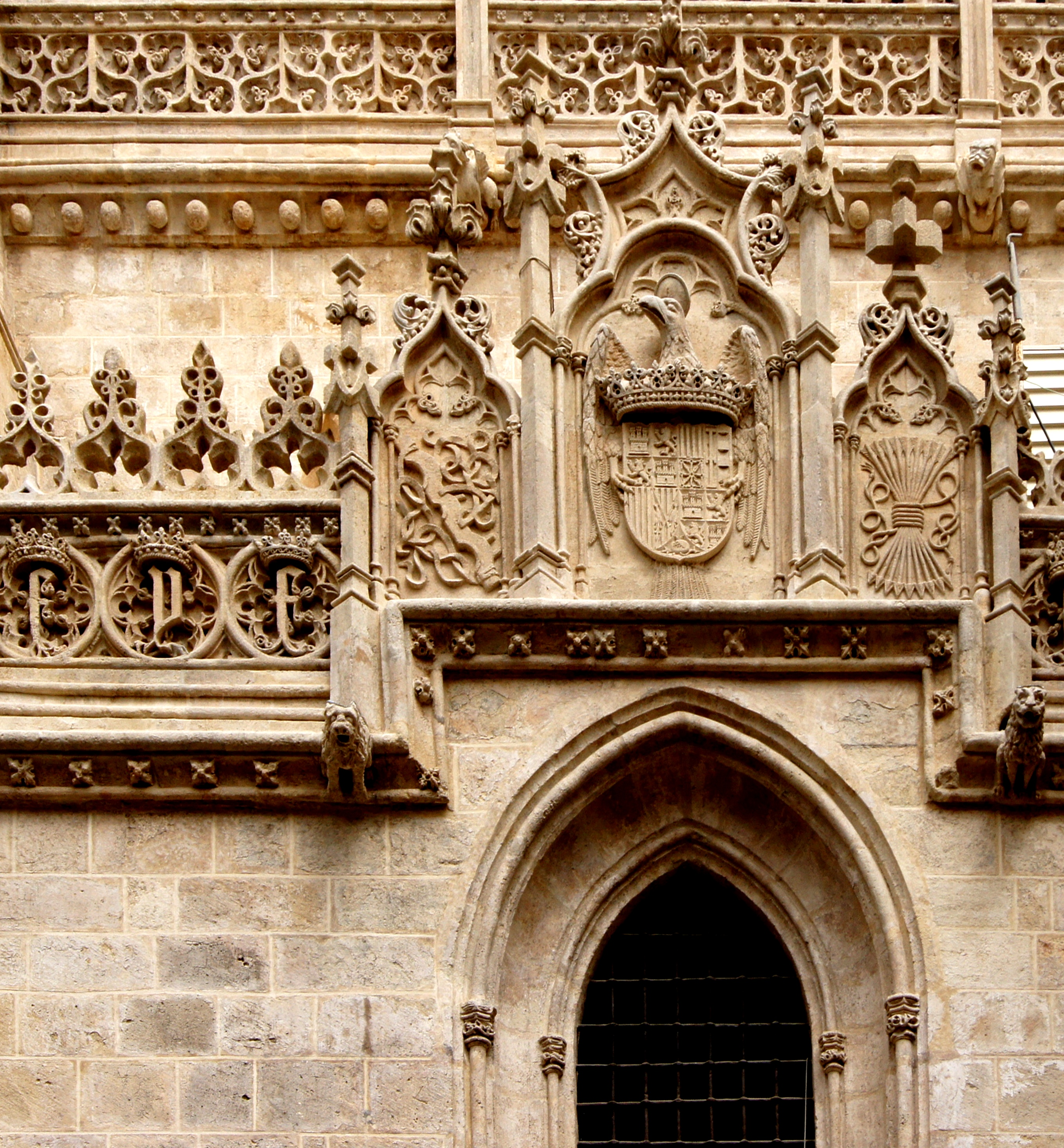
Capilla Real de Granada con los escudos reales.

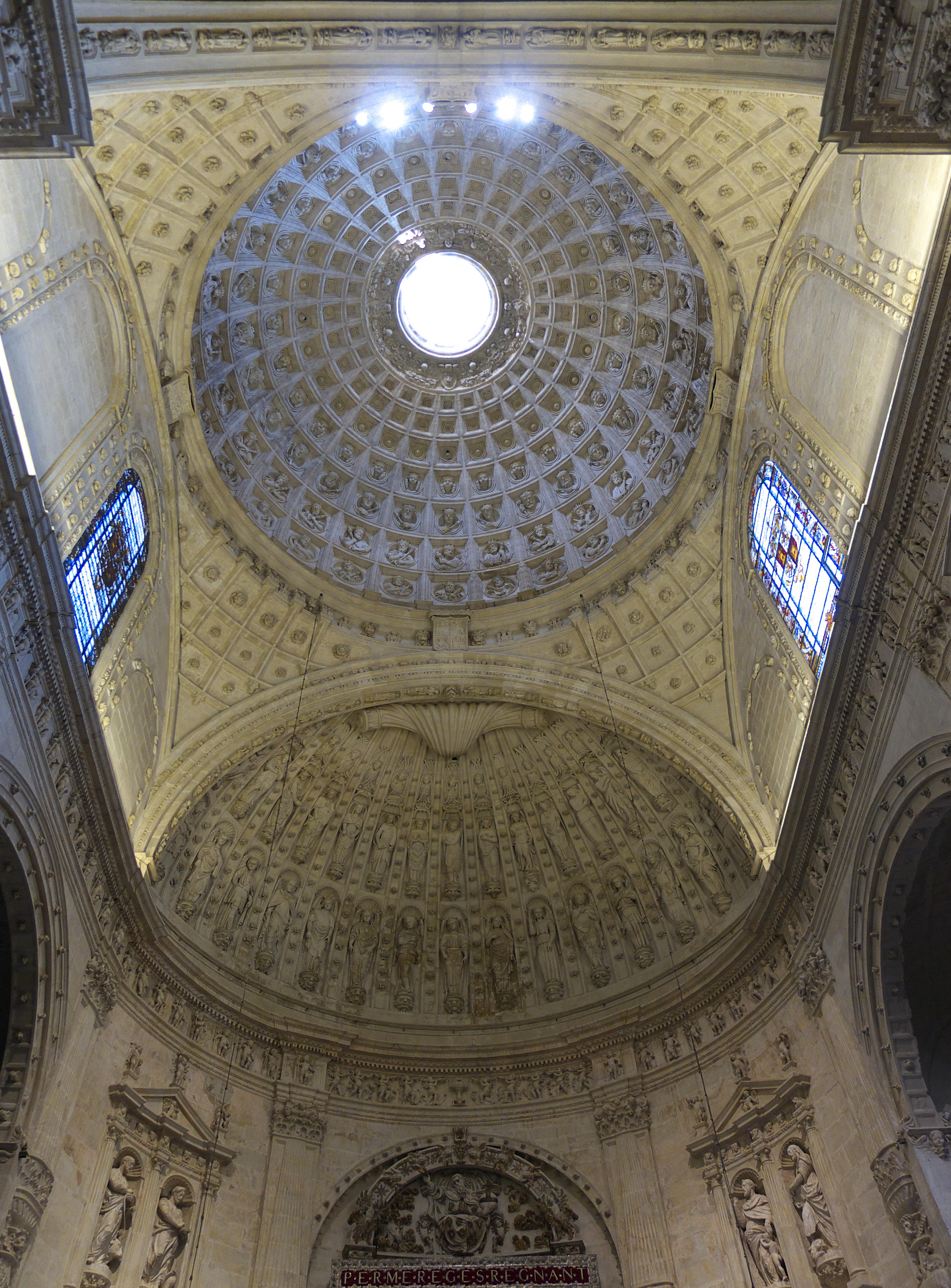
Capilla Real de la Catedral de Sevilla.

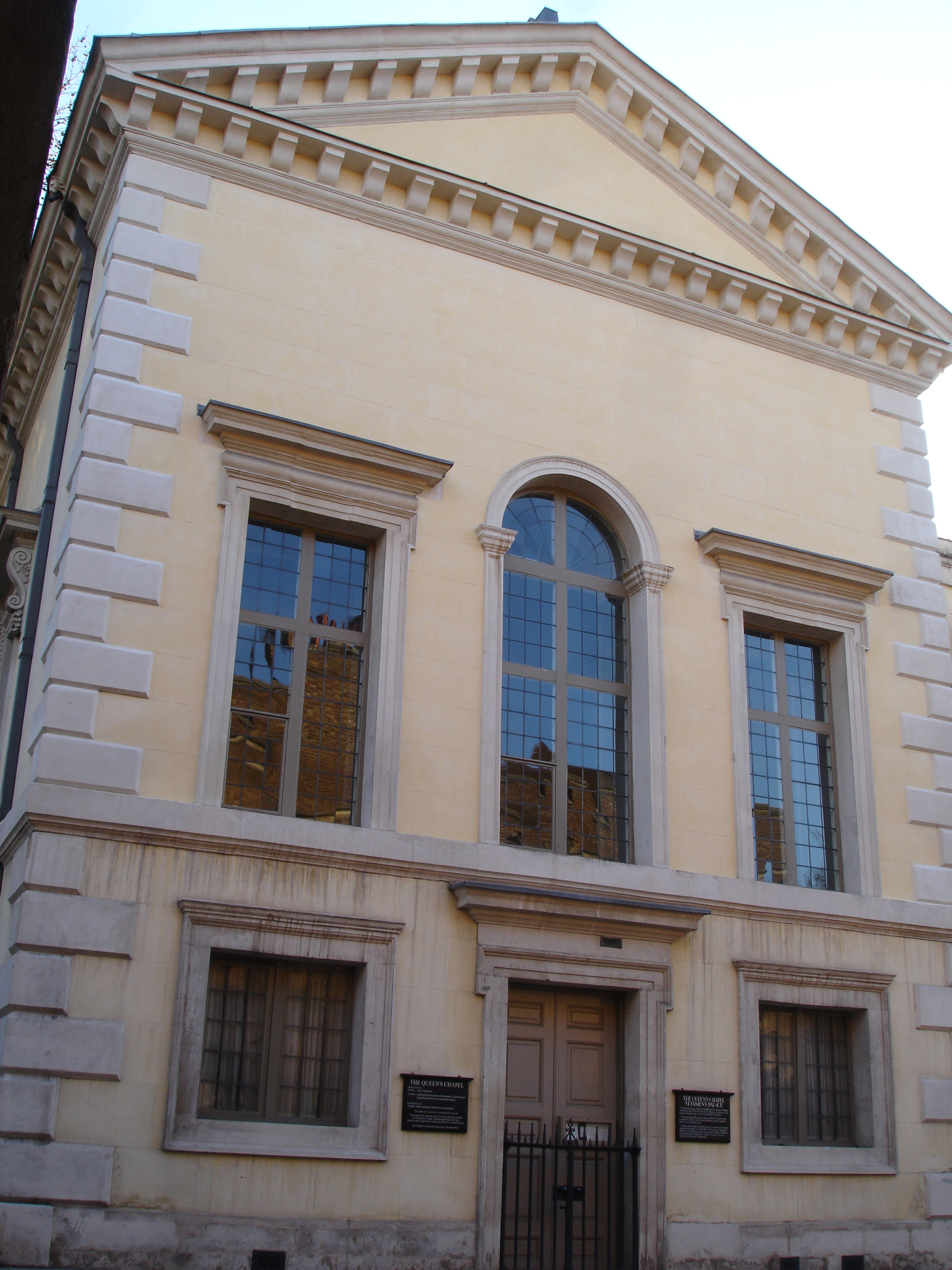
Queen's Chapel, una de las dos capillas reales de St. James's Palace en Londres (Íñigo Jones, 1623-1625).

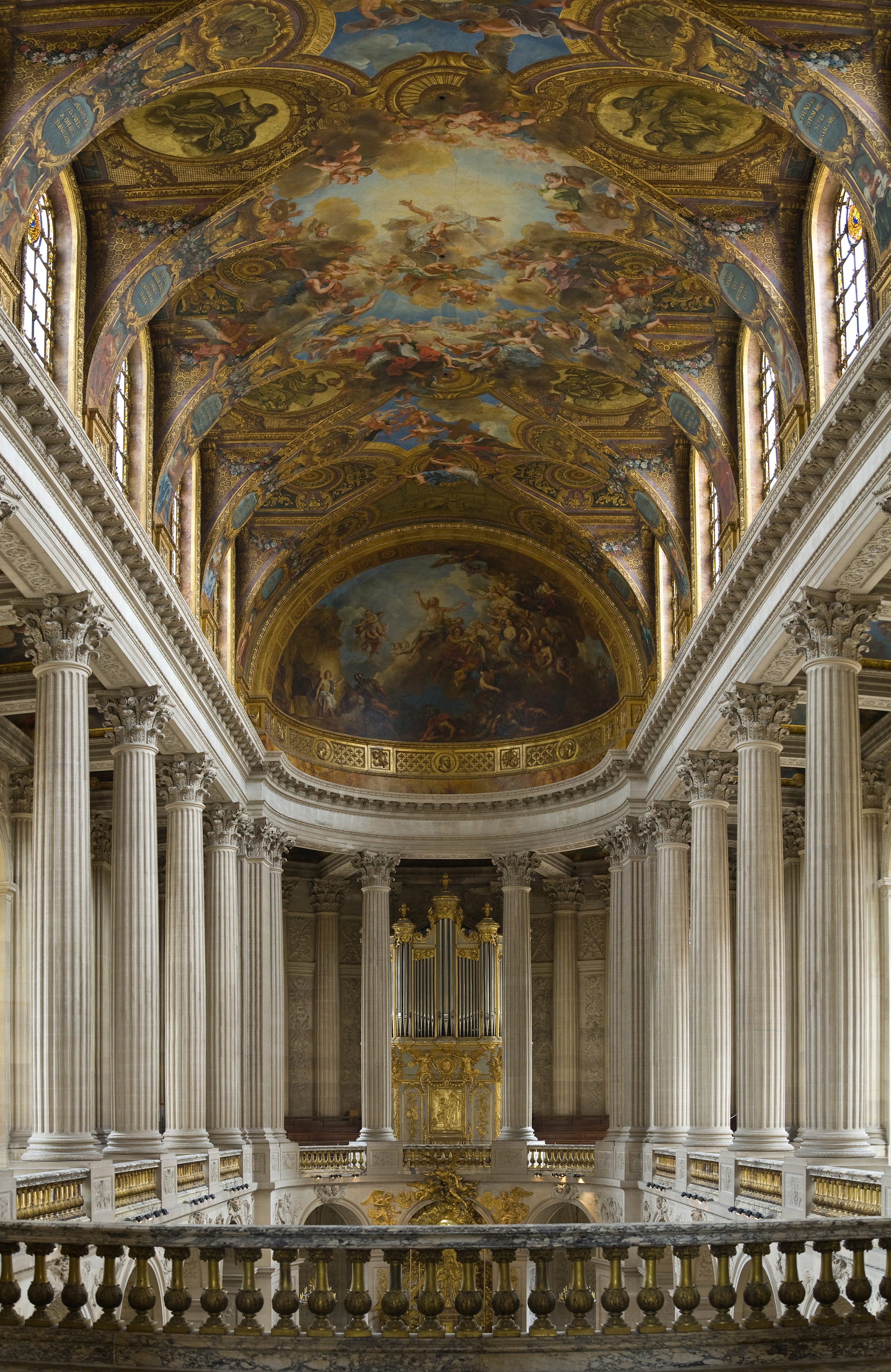
Capilla Real del Palacio de Versailles. Vista desde la tribune royale, donde los miembros de la familia real francesa oían misa.

Capilla Real es el cuerpo de clérigos y músicos (capilla de música) que sirven en una corte regia. También se denominan como "capillas reales" las capillas de fundación regia en distintas iglesias o catedrales, además de la que pueda existir en un Palacio Real.

## España
La Capilla Real de Madrid era la que tradicionalmente pertenecía a la Casa Real Española, aunque desde 1978 no mantiene una vinculación institucional con ella.
Por otra parte, existen capillas reales en bastantes templos, en especial basílicas y catedrales, destacando las de Granada, en la que yacén los Reyes Católicos, Sevilla, en la que descansan Fernando III El Santo y Alfonso X, y la de Córdoba.

## Reino Unido
La Free Chapel of the Household es un departamento del Ecclesiastical Household de los reyes del Reino Unido, dividido en secciones para la iglesia de Inglaterra y para la iglesia de Escocia.

## Austria
La Hofkapelle ("capilla de palacio") se cerró como institución en 1920, con la disolución del Imperio austro-húngaro. El Hofburg (Palacio Real de Viena) siguió su tradición musical; con instituciones como los Niños Cantores de Viena. Arquitectónicamente en el Hofburg hay una Burgkapelle de estilo gótico y una Hofmusikkapelle posterior, ambas en la llamada "ala suiza".

## Dinamarca
Coro de la Capilla Real de Copenhague.

## Francia
La Chapelle royale era la capilla musical de los reyes de Francia. Incluía coro, organista e instrumentistas; y se encargaba de la música sacra, al contrario que la musique de chambre ("música de cámara"), que se encargaba de la música profana.

## Bélgica
En 1977 el director belga Philippe Herreweghe fundó La Chapelle Royale.